# 에리만토스의 멧돼지

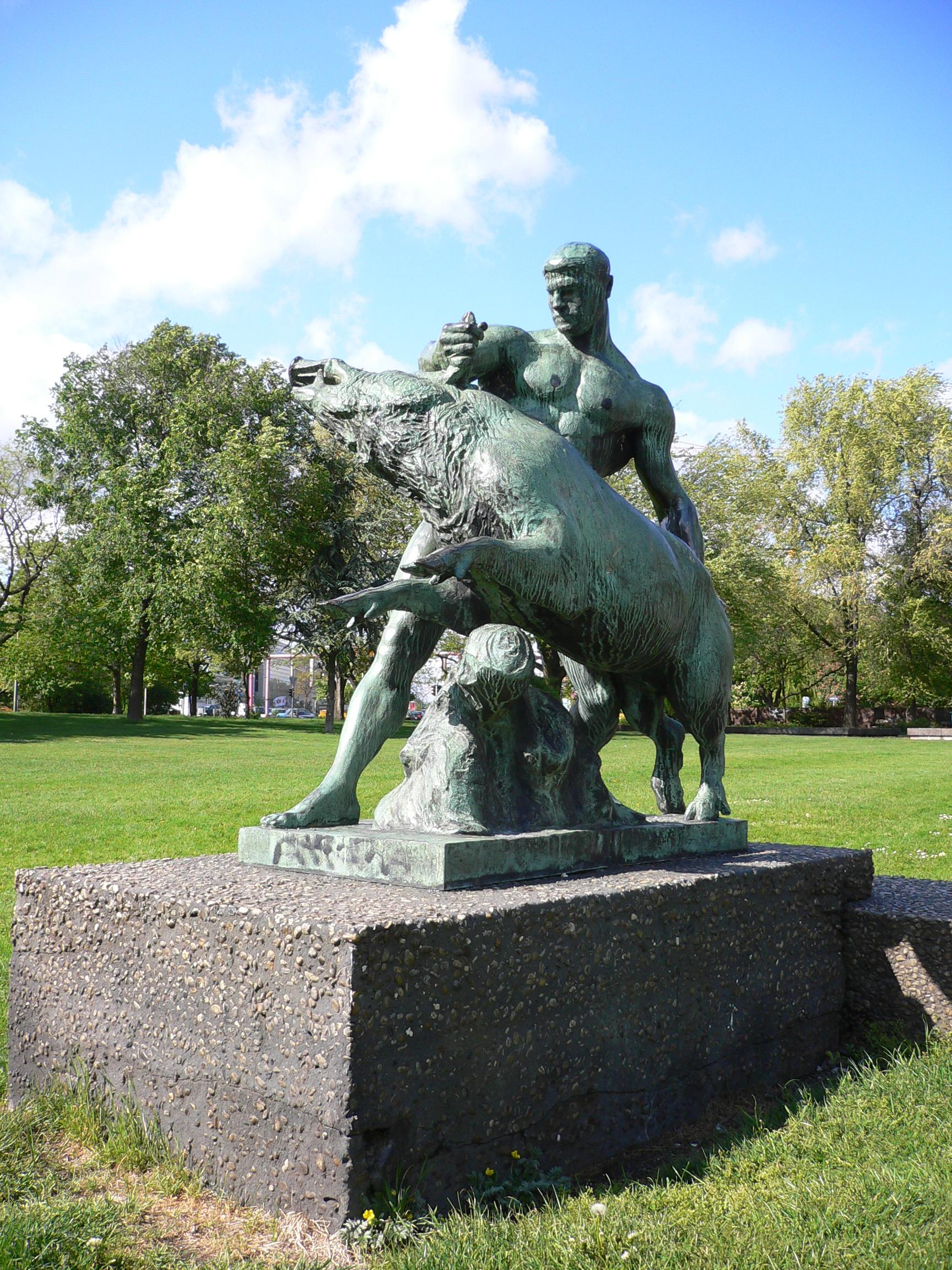
헤라클레스와 에리만토스의 멧돼지, 1904년, 루이스 투아일리온 작.

에리만토스의 멧돼지(그리스어: Ερυμάνθιος Κάπρος)는 그리스 신화에 나오는 상상의 동물이다. 이 멧돼지는 사방으로 쿵쾅대며 날뛰면서 주변의 논밭을 파헤치거나 곡식을 시들게 하는 등 많은 피해를 입혔다. 이 멧돼지가 살고 있는 아르카디아 지방의 에리만토스 산은 아르테미스 여신에게 바쳐져 그녀가 즐겨찾는 산이었다. 아르테미스는 흉폭한 멧퇘지와 많은 연관이 있는데, 멜레아그로스의 신화에서는 자신에게 재물을 바치치 않은 것에 대해 화가 난 아르테미스가 멧돼지를 들에 풀어서 해를 입혔다고 한다.
멧돼지가 살고 있는 산의 이름은 에리만토스라는 사람의 이름에서 따온 것이다. 아프로디테가 자신이 목욕하는 장면을 우연히 본 아폴론의 아들 에리만토스를 장님으로 만들자, 화가 난 아폴론이 아프로디테에게 복수하기 위해 아레스에게 부탁하여 멧돼지로 아프로디테가 사랑하는 청년 아도니스를 죽이게 하였다. 아폴론 스스로 멧돼지로 둔갑하여 아도니스를 죽였다고도 한다.
이 멧돼지는 신의 가호를 받고 있지 않았던 동물로, 멜레아그로스와 아도니스 신화에 나오는 멧돼지와는 다른 동물이다.

## 헤라클레스의 12업
헤라클레스는 네 번째 노역으로 이 메돼지를 생포하기 위해 메갈리아로 가던 중 켄타우로스들이 모여 사는 폴로에 숲으로 들어가 족장인 폴로스를 방문하였다. 폴로스는 그와 함께 식사를 하면서 포도주 항아리를 보여주는데, 오래전 술의 신 디오니소스가 켄타우로스들에게 준 선물이었다. 헤라클레스가 그에게 포도주 항아리를 열도록 하자, 물로 희석시키지 않으면 취하게 만드는 포도주 냄새를 맡고 켄타우로스들이 몰려왔다. 이들과 함께 술을 마시고 취한 헤라클레스는 히드라의 독이 묻은 화살로 그들을 쏘았고, 화살에 맞은 많은 켄타우로스가 죽게 된다.
켄타우로스 중 우두머리인 알레토스는 케이론의 동굴로 도망친다. 헤라클레스가 알레토스에게 쏜 화살은 그의 팔을 꿰뚫고 형제 케이론의 무릎에 꽂히게 된다. 케이론은 영생불사의 능력이 있었기에 죽지는 않았지만, 대신 불치의 상처로 엄청난 고통을 느끼게 되자 후에 자신의 불멸을 프로메테우스에게 양도하고 죽게된다. 한편 켄타우로스 폴로스는 강력한 헤라클레스의 화살의 위력을 궁금해하며 만져보다 떨어뜨려 자신의 발굽에 찔리게 되어 죽게 된다.
메갈리아에 도달한 헤라클레스는 큰 소리를 질러 메돼지를 수풀에서 몰아내고 골짜기에 두껍게 쌓인 눈 더미로 몰아서 지치게 하였다. 멧돼지를 생포하는데 성공한 헤라클레스는 멧돼지를 어깨에 매고 에우리스테우스에게로 갔다. 멧돼지를 보고 겁이 난 에우리스테우스는 항아리에 숨어서 멧돼지를 없애라 요청하는데, 이 장면은 고대의 화가들이 즐겨 그리는 소재가 되었다. 멧돼지는 헤라클레스가 아르고스의 왕 앞에서 때려죽인 것으로 전해진다.

## 같이 보기
- 칼리돈의 멧돼지
- 로버트 그레이브스
- 오비디우스
- 디오도로스 시켈로스
- 로도스의 아폴로니오스
- 파우사니아스 (지리학자)